# 雌酮
雌酮（英語：或oestrone，E1，或译为雌酚酮、雌激素酮）是一种较弱的雌性甾体性激素，是三种主要的内源性雌激素之一，另外两种为雌二醇和雌三醇。雌酮等雌激素的生物合成从膽固醇开始，大部分由生殖腺分泌，少部分为脂肪組織对来自腎上腺的雄激素的转化。相对于雌二醇而言，雌酮和雌三醇的活性都很小。雌酮可转化为雌二醇，是主要的雌二醇代謝前体。
孩童+青春期

主要的甾体激素

出生1-14 天：新生兒的雌酮水平在出生時非常高，但會在幾天內降至青春期前水平。
男性
| 坦納氏期（數）#                 | Mean age   | 參考範圍值            |
| Stage I (出生14 天後到青春期前) | 7.1歲      | 未偵測到-16 皮克/毫升 |
| Stage II                        | 11.5 years | 未偵測到-22 皮克/毫升 |
| Stage III                       | 13.6 years | 10-25 pg/mL           |
| Stage IV                        | 15.1 years | 10-46 pg/mL           |
| Stage V                         | 18 years   | 10-60 pg/mL           |

#青春期開始（從坦納 I 期過渡到坦納 II 期）發生在男孩的中位年齡為 11.5 (± 2) 歲。對於男孩來說，青春期開始與體重或種族之間沒有明確的關係。通過 Tanner 階段的進展是可變的。Tanner V 期（成人）應在 18 歲時達到。
青春期女性
| 坦納氏期（數）#                 | Mean age   | 參考範圍值            |
| Stage I (出生14 天後到青春期前) | 7.1 歲     | 未偵測到-29 皮克/毫升 |
| Stage II                        | 10.5 years | 10-33 pg/mL           |
| Stage III                       | 11.6 years | 15-43 pg/mL           |
| Stage IV                        | 12.3 years | 16-77 pg/mL           |
| Stage V                         | 14.5 years | 17-200 pg/mL          |

#青春期開始（從坦納 I 期過渡到坦納 II 期）發生在中位年齡為 10.5 (± 2) 歲的女孩中。有證據表明，肥胖女孩和非裔美國女孩可能會提前 1 年。通過 Tanner 階段的進展是可變的。Tanner V 期（成人）應在 18 歲時達到。
成年人
男性：10-60 pg/mL
女性
女性：
絕經前：17-200 pg/mL
絕經後：7-40 pg/mL
轉換係數
E1：pg/mL x 3.704=pmol/L（分子量=270）

（參考網址： https://www.mayocliniclabs.com/test-catalog/Clinical+and+Interpretive/81418 （页面存档备份，存于） ）